# Hryhorij Missjutin
Hryhorij Anatolijowytsch Missjutin (ukrainisch Григорій Анатолійович Місютін; * 29. Dezember 1970 in Oleksandrija, Sowjetunion) ist ein ehemaliger ukrainischer Kunstturner.

## Karriere
Missjutin gewann 1990 und 1991 bei den sowjetischen Meisterschaften insgesamt vier Silber- und zwei Bronzemedaillen. 1991 schloss er sein Studium an der Nationalen Taras-Schewtschenko-Universität Luhansk ab und wurde im selben Jahr mit dem Titel Verdienter Meister des Sports der UdSSR ausgezeichnet.
Bei den Weltmeisterschaften 1991 in Indianapolis wurde er Weltmeister im Einzelmehrkampf, an den Ringen und im Mannschaftsmehrkampf. 1992 folgten bei den Weltmeisterschaften in Paris Gold am Reck und Bronze an den Ringen.
Bei den Olympischen Spielen 1992 in Barcelona startete Missjutin für das Vereinte Team und wurde Olympiasieger im Mannschaftsmehrkampf. Zudem gewann er vier Silbermedaillen: im Einzelmehrkampf, am Boden, im Sprung und am Reck. 1993 wurde er Weltmeister am Boden, 1994 holte er mit der ukrainischen Mannschaft Bronze im Mannschaftsmehrkampf. Bei der WM 1995 gewann er Gold im Sprung und Bronze am Boden, bei der WM 1996 erneut Bronze am Boden. Im selben Jahr belegte er bei der Europameisterschaft mit der ukrainischen Mannschaft Platz zwei im Mannschaftsmehrkampf und wurde Dritter am Boden.
Bei den Olympischen Spielen 1996 in Atlanta gewann Missjutin mit dem ukrainischen Team Bronze im Mannschaftsmehrkampf. Im Einzelmehrkampf belegte er in der Qualifikation Rang 106, seine beste Einzeldisziplin war der Boden mit Platz acht. Nach den Spielen beendete er seine aktive Laufbahn.
2002 wurde ihm der Verdienstorden der Ukraine zweiter Klasse verliehen. Er wurde zum Ehrenbürger der Stadt Luhansk ernannt. 2004 wanderte Missjutin nach Deutschland aus und ließ sich im Saarland nieder.